# Cora (coet)

Diagrama d'un coet Cora

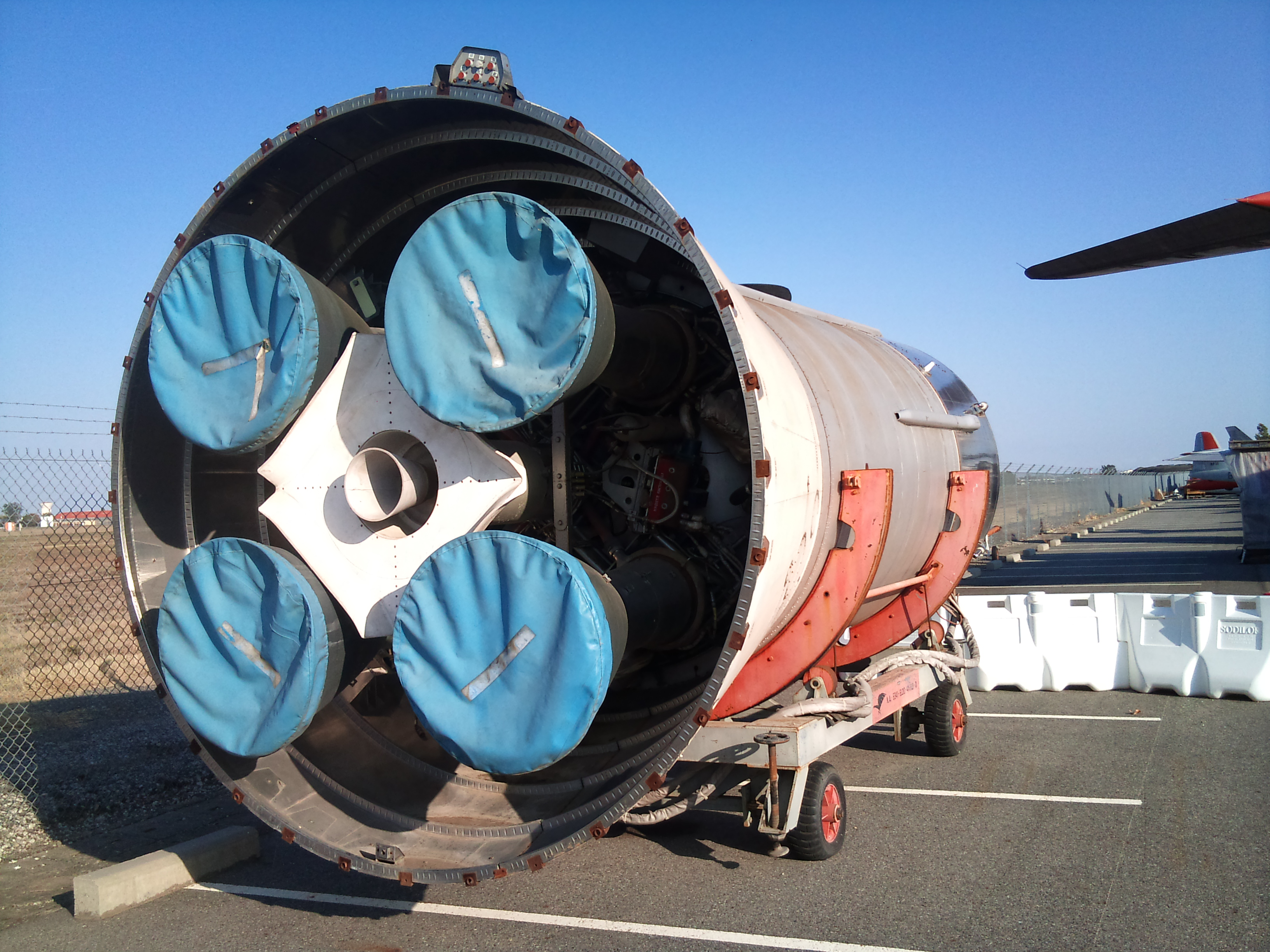
Cora

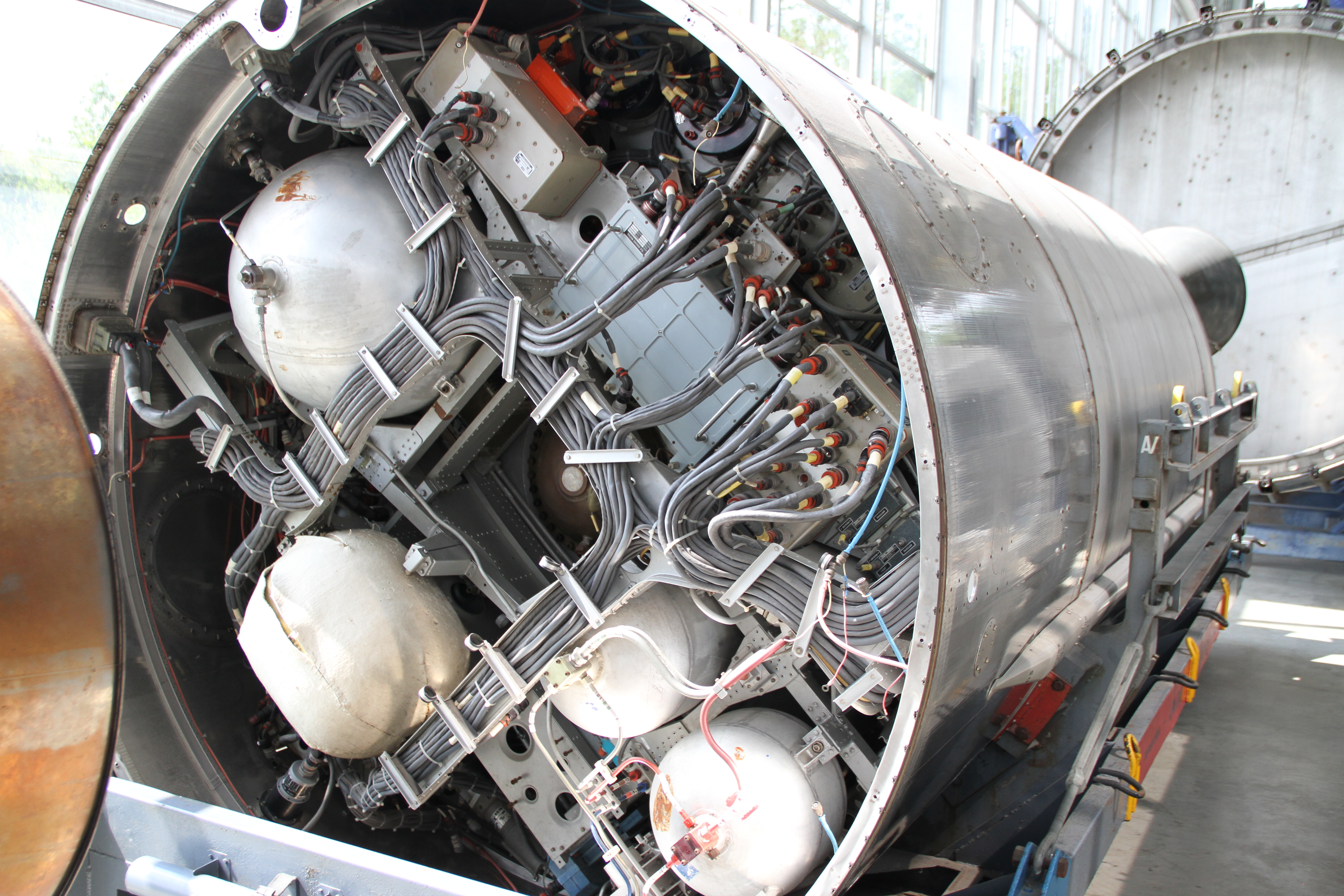
Cora

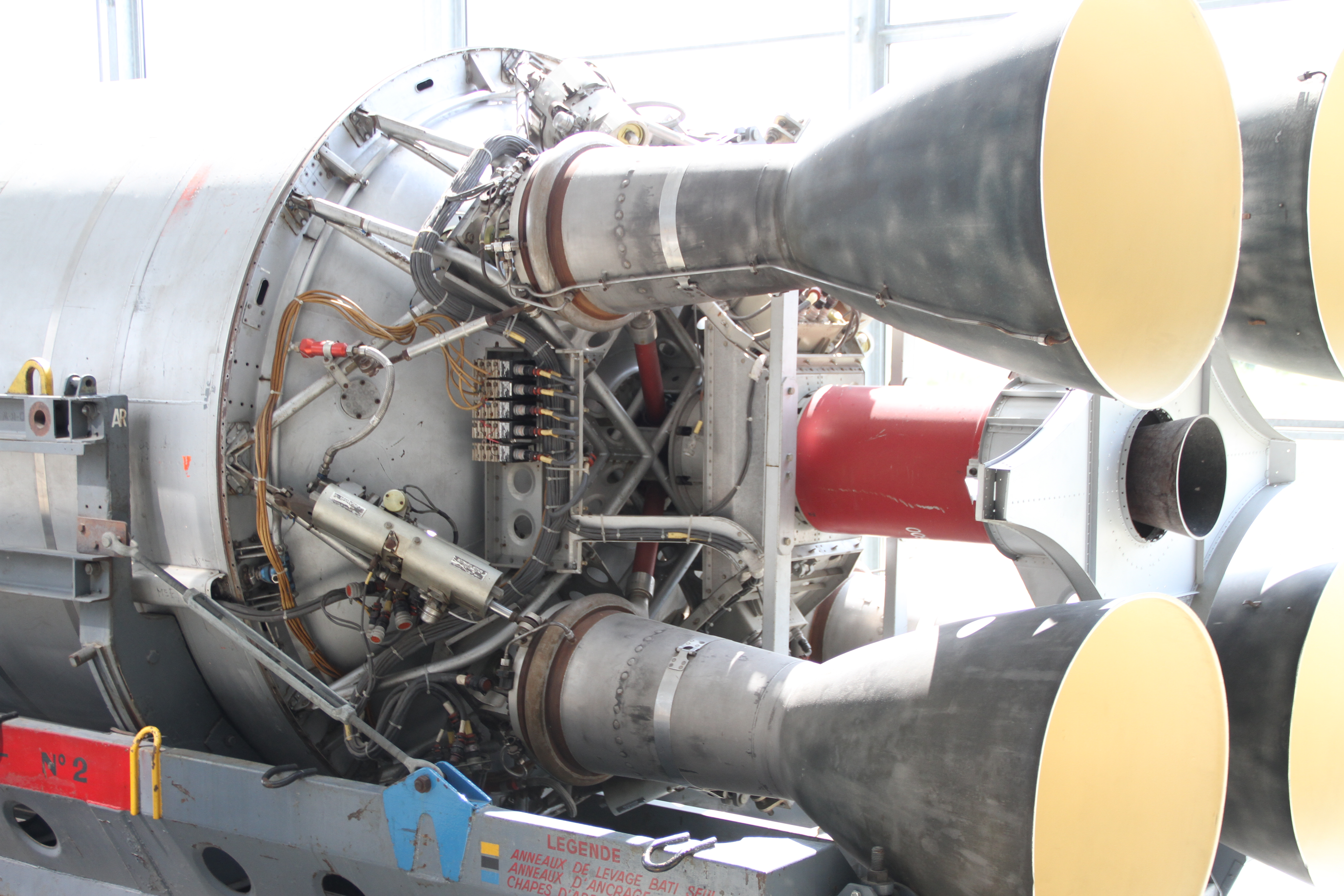
Cora

Cora va ser un coet experimental desenvolupat durant els anys 1960 per provar la segona i tercera etapes del llançador  Europa, precursor dels llançadors Ariane.
L'organització encarregada de dur a terme els llançaments va ser la ELDO, antecessora de l'actual ESA.
La versió Cora 1 va usar una etapa francesa Coralie, mentre que la versió Cora 2 (que mai va arribar ser provada) hauria afegit una etapa Astris alemanya. També es va provar una còfia de manufactura italiana. Per a les proves es van escurçar les toveres (el motor n'usava quatre) per tal de poder treballar amb el coet a la pressió atmosfèrica del nivell del mar. També es van afegir aletes per millorar l'estabilitat. Els propulsants del coet eren tetraòxid de nitrogen i UDMH.
Només va arribar a provar la versió Cora 1, que va fallar en dos dels tres llançaments. En no dur a terme totes les proves no es van poder descobrir els errors que més tard van afectar les etapes superiors de llançador Europa, el programa finalment va haver de ser cancel·lat.

## Llançaments

### 27 de novembrede1966
Llançat des del complex de llançament de Beatrice, a Hammaguira, va fallar en perdre el control 62  s després del llançament.

### 18 de desembrede 1966
Llançat des del complex de llançament de Beatrice, a Hammaguira, va aconseguir 55 km d'altura i va ser declarada com una prova reeixida.

### 25 d'octubrede1967
Llançat des Biscarosse, el vehicle va fallar a causa d'un problema de cablejat.

## Dades tècniques
- Apogeu: 55 km
- Empenyiment en enlairament: 220  kN
- ISP (en el buit): 280 s
- Massa total: 16.500 kg
- Diàmetre del cos principal: 2,01 m
- Longitud total: 11,5 m